# Німецька Нова Гвінея
Німецька Нова Гвінея (нім. Deutsch-Neuguinea) — колонія Німеччини у 1884—1915 роках. Площа суші — 242 476 км². Включала такі території у Тихому океані:
| Території | Період    | Площа       | Країна в сучасності                |
| --- | --------- | ----------- | ---------------------------------- |
| Земля Кайзера Вільгельма на північному сході острова Нова Гвінея                                                                      | 1884–1919 | 181,650 км² | Папуа Нова Гвінея                  |
| острови Бісмарка в архіпелазі Бісмарка. Включали острови Нова Померанія (нині Нова Британія) та Новий Мекленбурґ (нині Нова Ірландія) | 1884–1919 | 49,700 км²  | Папуа Нова Гвінея                  |
| острів Бука (Північно-західні Соломонові Острови)                                                                                     | 1886–1900 | 492 км²     | Соломонові Острови                 |
| острів Бугенвіль (Північно-західні Соломонові Острови)                                                                                | 1886–1900 | 9,318 км²   | Соломонові Острови                 |
| Палау | 1899–1919 | 466 км²     | Палау                              |
| Каролінські острови | 1899–1919 | 2150 км²    | Федеративні Штати Мікронезії Палау |
| Науру | 1899–1919 | 21 км²      | Науру                              |
| Маріанські острови (окрім Гуаму) | 1899–1919 | 461 км²     | Північні Маріанські Острови        |
| Маршаллові Острови | 1906–1919 | 181 км²     | Маршаллові Острови                 |

## Історія

### Рання німецька Південна Тихоокеанська присутність
Першими німцями у Південному Тихому Океані ймовірно були моряки з суден компанії Dutch East India Company під час першої подорожі Абеля Тасмана 
Згодом відома компанія Ганзейський союз стала першою німецькою компанією, яка розмістила свої представництва у Самоа з 1857, завдяки яким, а також торговельній мережі, розгорнутій у південній частині Тихого океану, відбувався наплив німецьких поселенців до цих регіонів. У 1877 інша Гамбурзька фірма, "Хернсхайм і Робертсон", створила німецьку громаду на Острові Матупі, звідки провадила торгові стосунки з Новою Британією, Каролінськими островами та Маршалловими островами. До завершення 1875 один з німецьких торговців повідомив: "З німецькою торгівлею та німецькими суднами можна стикнутись усюди, майже в усіх країнах".

### Німецька колоніальна політика часів Бісмарка
Наприкінці 1870-их та на початку 1880-их активна меншість Рейхстагу організувала різноманітні колоніальні товариства на всій території Німеччини, з метою переконати Канцлера Отто фон Бісмарка упровадити колоніальну політику.
24 квітня 1884, Бісмарк змістив акценти у політиці Німеччини, перемістивши торгові інтереси країни у Тихому океані на визначне місце.

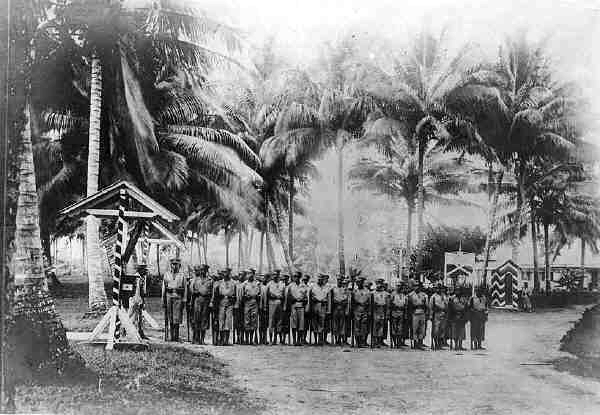
Військові новобранці під час тренування у Німецькій Новій Гвінеї

### German New Guinea Company

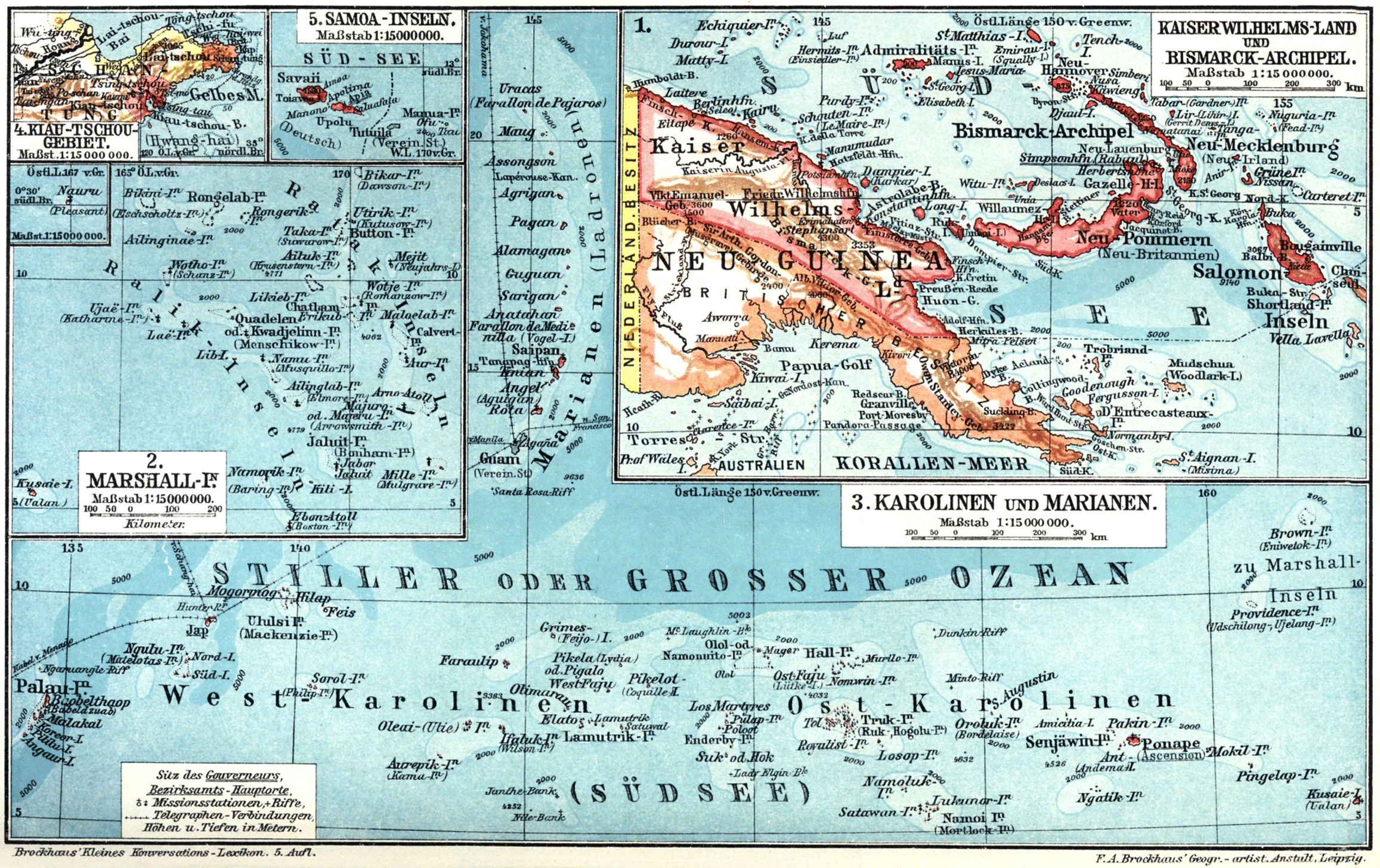
Німецька колонія Нової Гвінеї, 1884-1919

Після повернення на батьківщину зі своєї Тихоокеанської експедиції 1879-1882 Отто Фінш приєднався до нечисленної, неофіційної групи, зацікавленої у німецькому колоніальному розширенні до Південних Морів на чолі з банкіром Адольфом фон Ханземаном. Фінш спонукав їх до заснування колонії на північно-східному узбережжі Нової Гвінеї та Архіпелагу Бісмарка, навіть якщо це буде пов’язано з великими фінансовими витратами.
3 листопада 1884 під протекцією компанії German New Guinea Company  (New Guinea Company) на Землі Кайзера Вільгельма та на німецьких Соломонових островах було встановлено німецький прапор.

### Імперський німецький Протекторат
1899 року німецький уряд погодився заплатити Іспанії 25 000 000 песет за Каролінські острови і Маріанські острови (виключаючи Гуам, яким ті поступились США попереднього року). Ці острови стали протекторатом та керувались з німецької Нової Гвінеї. Маршаллові острови було долучено у 1906.

### Перша світова війна
Після спалаху Першої світової війни австралійські війська захопили острів Кайзера Вільгельма та сусідні острови у 1914, у той час як Японія зайняла більшість з решти німецьких володінь у Тихому океані. Єдина істотна битва відбулась 11 вересня 1914 поблизу острова Нова Британія. Австралійці втратили шістьох осіб, ще чотирьох було поранено — перші австралійські воєнні жертви Першої світової війни. Німецька сторона зазнала значніших втрат (загалом: 31 особа загинула, одинадцять – було поранено). 24 вересня всі німецькі сили в колонії склали зброю.
Після Версальського мирного договору 1919 Німеччина втратила всю свою колоніальну власність, включаючи Німецьку Нову Гвінею. Остання увійшла до складу Території Нова Гвінея, а потім стала частиною сучасної Папуа Нової Гвінеї.